# How Could an Angel Break My Heart
A How Could an Angel Break My Heart Toni Braxton amerikai énekesnő negyedik, utolsó kislemeze második, Secrets című albumáról. Annak ellenére, hogy a kislemez megjelenésekor az album már nyolcszoros platinalemez lett, a dal nem aratott különösebb sikert, mert az első három kislemez – közülük egy dupla A oldalas és egy, amelyiknek a B oldala is sikeres lett, azaz összesen öt dal – már szerepelt a listákon, és a hatodikra már nem fordítottak akkora figyelmet a rádiós műsorvezetők.

## Videóklip
A videóklip követi a dal témáját: Tonit elhagyja benne a szerelme egy fehér nőért.

## Változatok
CD maxi kislemez (Egyesült Királyság, Európa)
1. How Could an Angel Break My Heart (Album Version) – 4:20
2. How Could an Angel Break My Heart (Remix Version feat. Babyface) – 4:20
3. How Could an Angel Break My Heart (Album Instrumental) – 4:20
4. How Could an Angel Break My Heart (Remix Instrumental) – 4:20

CD maxi kislemez (Egyesült Királyság)
1. How Could an Angel Break My Heart – 4:20
2. Breathe Again – 4:29
3. Another Sad Love Song – 4:20
4. Love Shoulda Brought You Home – 4:56

## Helyezések
| Slágerlista (1997)               | Legmagasabb helyezés |
| -------------------------------- | -------------------- |
| USA Billboard Adult Contemporary | 12                   |
| Brit kislemezlista               | 22                   |